# John Ladds

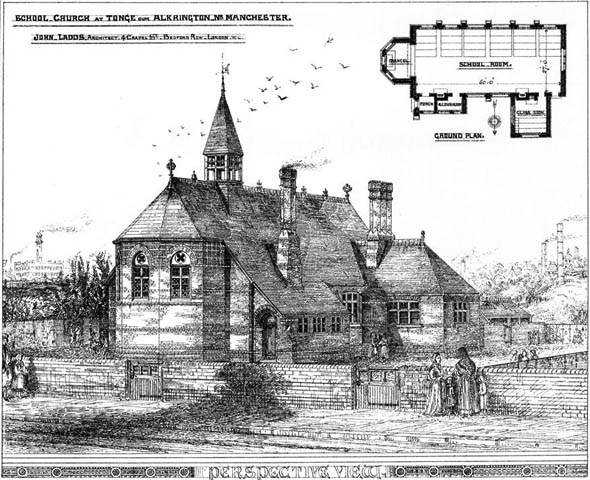
Projeto das escadas para a escola da igreja em Alkrington.

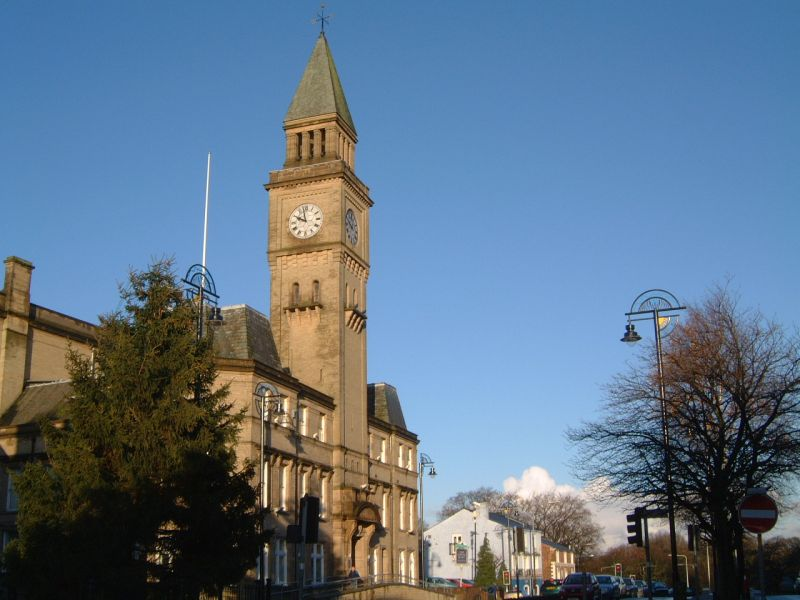
Prefeitura de Chorley 1875

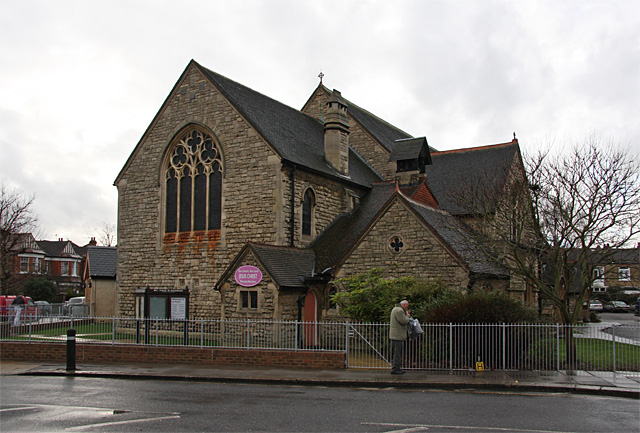
Igreja de São Paulo, Long Lane, Finchley, Londres 1885-86

John Ladds, RIBA, (22 de abril de 1835 - 15 de outubro de 1926) foi um arquiteto mais conhecido por seu trabalho em igrejas e escolas, muitas vezes em escolas afiliadas à igreja.

## Vida
Nasceu em 22 de abril de 1835 em Ellington, Cambridgeshire, filho de William Ladds (1798 - 1882) e Ann Inskip (1799 - 1875). Ele era o oitavo filho de 12 anos.
Casou-se com Cecilia Townshend Kent (1832 - 1922) em St. Clement Danes em 19 de janeiro de 1867 e tiveram os seguintes filhos:
- Sidney Inskip Ladds (1868 - 1950) - tornou-se arquiteto
- Amy Cope Ladds (1868-1922)
- Harriet Cecilia Ladds (1871-1940)
- Mabel Mary Ladds (1872-1952)

Ele morreu em 15 de outubro de 1926 e partiu com uma propriedade avaliada em £3.560 10s 9d.

## Trabalho
Desde cerca de 1871, trabalhou em parceria com William Henry Powell (1847 - 1900) como Ladds e Powell até Powell emigrar para a África do Sul por volta de 1890.
Seus projetos notáveis incluem:
- Igreja de St John, Lawley, Shropshire 1865, grau II listado [3]
- Escola Nacional em Newport, Shropshire 1872
- The Corn Exchange, Bedford 1872-74
- Escola Bowlee, Rodes perto de Manchester 1875
- Escola da igreja, Tonge, Alkrington, Lancashire 1875
- Prefeitura, Chorley, Lancashire 1875
- Igreja de Cristo, Marton Cum Grafton, North Yorkshire 1876 [4] listado na categoria II [5]
- Escola secundária de Kimbolton, Cambridgeshire 1877 [6]
- Igreja de St James, Canterbury Street, Chorley, Lancashire 1878 [7]
- Redecoração da capela-mor, Igreja de São João Evangelista, Praia da Água, Cambridgeshire 1879-80 [8]
- Escolas Boxmoor, Hemel Hempstead, Hertfordshire 1880
- Escola secundária de Rivington e Blackrod, pista de Rivington, Rivington, Bolton 1881-82 [9]
- Igreja de São Paulo, Finchley, Londres 1886
- Escola para meninas da rainha Elizabeth, Barnet Hill, High Barnet, Londres 1890 (extensões e reconstrução) [10]
- New reredos, Igreja de Santa Maria, East Farleigh, Kent 1894 [11]
- Hospital Opthalmic, Judd Street, Londres 1911-12

Ladds passou seus últimos anos no bairro de Harringay, no norte de Londres, onde morreu em 1926.

Seu filho Sidney Ladds trabalhou como arquiteto da Catedral de Ely até 1950.